# Le inchieste di Padre Dowling
Le inchieste di Padre Dowling (Father Dowling Mysteries) è una serie tv poliziesca, con Tom Bosley e Tracy Nelson, andata in onda negli Stati Uniti d'America dal 1987 al 1991. Per interpretare al meglio la parte Tom Bosley decise di abbandonare il ruolo dello sceriffo in La signora in giallo.

## Trama
La storia è incentrata sulle indagini di un investigatore improvvisato, padre Frank Dowling, un prete cattolico. Presta servizio in una parrocchia della arcidiocesi di Chicago e assieme a suor Stephanie Oskowski, una ragazza dal passato oscuro ed ora ravvedutasi, prestano aiuto alla polizia locale su omicidi vari.

## Personaggi
- Tom Bosley: padre Frank Dowling e Blane Dowling (fratello gemello del protagonista)
- Tracy Nelson: sorella Stephanie "Steve" Oskowski
- James Stephens: padre Philip Prestwick, aiutante dell'arcivescovo
- Mary Wickes: Marie Murkin
- Regina Krueger: Sergente Clancy

## Episodi
| Stagione         | Episodi | Prima TV originale | Prima TV Italia |
| ---------------- | ------- | ------------------ | --------------- |
| Prima stagione   | 8       | 1989               |                 |
| Seconda stagione | 13      | 1990               |                 |
| Terza stagione   | 22      | 1990-1991          |                 |